# Team Canada (WCW)
Il Team Canada è stata una stable di wrestling attiva nella World Championship Wrestling tra il 2000 e il 2001.
Il gruppo, fondato e allenato da Jacques Rougeau, era composto da vari wrestler canadesi che nel corso degli anni hanno militato in WCW.

## Membri
| Nome            | Ingresso | Uscita | Note       |
| --------------- | -------- | ------ | ---------- |
| Bret Hart       | 2000     | 2001   | Capitano   |
| Carl Ouellet    | 2000     | 2001   |            |
| Jacques Rougeau | 2000     | 2001   | Allenatore |
| Lance Storm     | 2000     | 2001   |            |

## Titoli
- WCW United States Championship (3) – Lance Storm
- WCW Hardcore Championship (2) – Carl Ouellet e Lance Storm
- WCW Cruiserweight Championship (1) – Lance Storm